# Первая Исповедница
«Первая Исповедница» (англ. «The First Confessor») — роман Терри Гудкайнда в стиле фэнтези из цикла «Меч Истины». Является предысторией ко всем книгам вселенной, в оригинале вышел 2 июля 2012 года. Русское издание выпущено Издательством АСТ в январе 2015 года в серии «Легенда об Искателе».

## Сюжет
После того, как Первый Волшебник Барах покончил жизнь самоубийством, его жена, Магда Сирус, остаётся одна перед лицом надвигающейся угрозы. Она долго не может примириться со своей утратой и пытается найти истинные причины его гибели. Пытаясь найти ответы, она обращается к Говорящей с духами по имени Исидора. Не успев найти желаемое, Магда и Исидора подверглись нападению ужасного создания, представляющего собой ожившего мертвеца. Исидора не смогла пережить нападение. Мертвец скрылся в катакомбах Замка Волшебника. Столкнувшись с бездействием Совета, Магда обнаружила, что Замок Волшебника уже практически находится под властью сноходцев. Слуги императора Сулакана проникли во все сферы жизни Дворца. Начиная от членов Совета и заканчивая Главным Обвинителем Лотейном. Пытаясь найти истину, Магда участвует в создании ключа к Шкатулкам Одена, которому впоследствии даёт название «Меч Истины».
После того, как Волшебник Лотейн угрозами заставил принять его предложение замужества, Магда решилась на смертельно опасный эксперимент, проводимый волшебником Мерриттом для создания первой Исповедницы, чтобы раскрыть людям правду. Эксперимент увенчался успехом и Магда раскрыла всех предателей в Замке Волшебника. Члены совета, видя значимость Исповедниц, приняли решение создать Орден Исповедниц, а Магда Сирус стала его главой — первой Матерью-Исповедницей. Также члены совета определили и правило, что каждую Исповедницу для её защиты должен сопровождать волшебник. Сопровождающим Магды Сирус стал волшебник Мерритт, создавший её.

## Персонажи книги
- Магда Сирус — первая Мать-Исповедница, жена Первого волшебника Бараха;
- Мерритт — волшебник-Творец, создавший Меч Истины и Исповедницу;
- Лотейн — Главный Обвинитель;
- Альрик Рал — правитель Д’Хары, предок Ричарда Рала;
- Исидора — говорящая с духами;
- Тилли — служанка и подруга Магды Сирус;
- Кэдел — член Совета Эйдиндрила;
- Сулакан — император Древнего мира;
- Наджа (Ная) Мун — говорящая с духами из Древнего мира.
- Куин — друг Магды, хранитель сильфиды
- Сэдлер — член Совета, друг Магды